# Manuel Alonso Sañudo
Manuel Alonso Sañudo (Madrid, 27 de noviembre de 1856-id. 8 de diciembre de 1912) fue un médico español que estudió la intoxicación por neuropatías y el síndrome bulbar de las enfermedades cerebrales.
De familia  modesta  de origen cántabro . Estudió en el Instituto del Noviciado de Madrid, donde obtuvo el grado de Bachiller en 1871. Se licenció en Medicina en 1876, en el Colegio de San Carlos . Se doctoró un año después.
Ejerció primero como médico en la Beneficencia Municipal hasta 1886, en que ganó la Cátedra de Clínica Médica de la Facultad de Medicina de Valladolid . Poco después la permutó con el médico Abdón Sánchez Herrero, que ejercía esta misma Cátedra en Zaragoza y se trasladó a la capital aragonesa. Allí permaneció hasta 1894. Ese año alcanzó la Cátedra de Madrid, en la que permaneció hasta el fin de sus días.
Ejerció altos puestos en la Sanidad estatal. Fue Inspector General de Sanidad Exterior, y en Zaragoza Vicepresidente de la Real Academia de Distrito. Antes de ser designado Inspector General Sanitario, fue vocal del Real Consejo Nacional de Sanidad y  vocal de la Junta Provincial de Sanidad de Madrid. Representó a España en el Congreso Internacional de Medicina de Roma en 1893 y en la Conferencia Internacional Sanitaria de Venecia contra la peste. Fue parte de la Junta Directiva del Colegio de Médicos de Madrid, Miembro de honor de la Sociedad Española de Hidrología Médica y Académico correspondiente de la de Barcelona. Poseía varias condecoraciones nacionales, la Legión de Honor de Francia y la Orden de la Inmaculada Concepción de Villa Viçosa, de Portugal .
Como alto cargo de Sanidad, tuvo que enfrentarse a una situación poco habitual en política sanitaria y por ello realizó una profunda reorganización. Desde la Cátedra, a su vez, desarrolló una ingente labor, dedicando a la enseñanza y a la asistencia sus mejores afanes y esfuerzos. Como complemento de su labor de Cátedra escribió dos importantes obras: Lecciones de Patología Medica y Lecciones de Clínica Medica, además de numerosas publicaciones, conferencias y discursos. Adquirió muy pronto en España prestigio como clínico experto.
En la Real Academia Nacional de Medicina ocupó un puesto destacado al ser elegido en noviembre de 1897 para reemplazar al dr. Gabriel Alarcón, que falleció siendo Académico electo. Tomó posesión en 1899, pronunciando un discurso de ingreso sobre « Carácter filosófico de los estudios médicos actuales », le contestó el Dr. Calleja. Quedó adscrito a la Sección de Filosofía y Literatura con la Medalla n.º 6.
La pérdida de su única hija (tenía, además, tres hijos varones) le afectó de forma irreparable, terminando en poco tiempo su vida, víctima de un proceso maligno. Rodeado de sus familiares y amigos, manifestando su fe cristiana terminó su existencia.